# John Jellicoe
John Rushworth Jellicoe (5 de diciembre de 1859 — 20 de noviembre de 1935) fue un almirante de la Royal Navy. Combatió en la guerra anglo-egipcia de 1882 y en el Levantamiento de los bóxers, aunque se le recuerda especialmente porque fue el comandante de la Gran Flota británica en la batalla de Jutlandia, librada en mayo de 1916 durante la Primera Guerra Mundial. Su liderazgo de la flota en esta importante batalla fue objeto de controversia: no cometió errores graves y consiguió que la flota alemana se retirara a sus puertos —una derrota hubiera sido entonces catastrófica para los británicos— pero la opinión pública de su país se sintió decepcionada porque no había obtenido una victoria resonante como fue la batalla de Trafalgar. Jellicoe fue después Primer Lord del Mar, pero lo retiraron del puesto a fines de 1917 por su pesimismo sobre los daños que los submarinos alemanes causaban a la navegación aliada. Desempeñó también el cargo de Gobernador general de Nueva Zelanda a principios de los años 1920.

## Biografía
Jellicoe nació en la ciudad portuaria de Southampton e ingresó en la Royal Navy como cadete en 1872. Su primera acción de combate ocurrió en 1882 durante la ocupación británica de Egipto. En 1888 recibió el título de almirante y en 1891 fue ascendido a comandante. 
En 1893 sobrevivió al naufragio del HMS Victoria en el Mediterráneo, nave en la que era segundo al mando. Siete años después, en 1900, participó en la expedición internacional que capturó Pekín y puso fin a la Rebelión de los Bóxers, donde fue herido de gravedad pero pudo recuperarse.
Bajo el mando del Barón John Arbuthnot "Jackie" Fisher, Jellicoe fue director de la Artillería Naval (1905-1907) y Director de la Marina (1908-1910). En medio de la carrera armamentística que se producía entonces entre las potencias europeas, defendió enérgicamente la modernización de la marina y la construcción de nuevos modelos como el Dreadnought y el submarino, siempre tomando como inspiración los logros de la Marina Imperial Alemana. Apoyó así mismo las investigaciones de Frederic Charles Dreyer sobre un moderno (para la época) sistema mecánico de asistencia de fuego y su adopción por parte de los nuevos buques de guerra británicos.

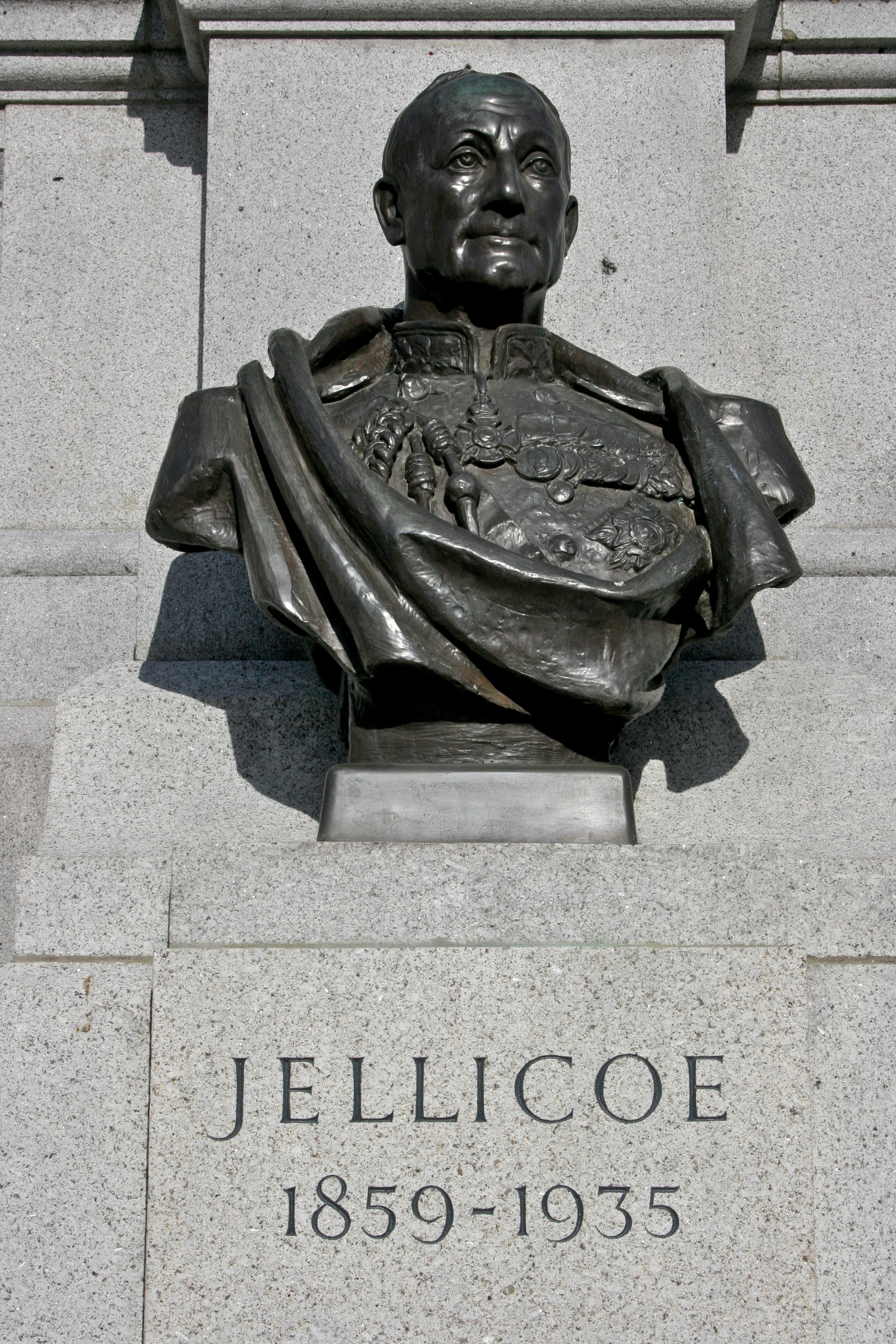
Busto de John Jellicoe en Trafalgar Square.

En 1911 Jellicoe quedó como subordinado de George Callaghan, comandante de la British Home Fleet. Sin embargo, al estallar la Primera Guerra Mundial Callaghan fue destinado a la reserva por Winston Churchill y Jellicoe lo reemplazó en su puesto. Tanto Churchill (que lo definió como "el único hombre en ambos bandos capaz de perder la guerra en una tarde") como Jellicoe estaban profundamente descontentos con las acciones de Callaghan en la Marina.
Jellicoe fue comandante de la flota británica en la Batalla de Jutlandia de 1916, uno de los mayores enfrentamientos entre barcos de guerra acorazados de la Historia y que terminó con un resultado poco claro que no permite adjudicar la victoria sin dudas a ninguno de los dos bandos. Su actuación en la batalla es todavía materia de controversia y no está exenta de críticas, si bien muchas de las acusaciones sobre supuestos errores en el transcurso de la batalla se adjudican alternativamente a Jellicoe y a su segundo, David Beatty.
En noviembre de 1916 fue nombrado Primer Sea Lord, pero en 1917 fue despedido de forma repentina por el nuevo Lord del Almirantazgo, Sir Eric Campbell Geddes y fue sucedido de forma sucesiva por Rosslyn Wemyss y David Beatty.
En 1918 recibió el título de Vizconde y fue nombrado Gobernador General de Nueva Zelanda, labor que desempeñaría entre septiembre de 1920 y noviembre de 1924. A su regreso a Inglaterra en 1925, fue nombrado Primer Earl Jellicoe. Murió en noviembre de 1935.

Armas de John Jellicoe